# Fußball-Club Gelsenkirchen-Schalke 04 1992-1993
Questa voce raccoglie le informazioni riguardanti il Fußball-Club Gelsenkirchen-Schalke 04 nelle competizioni ufficiali della stagione 1992-1993.

## Stagione
Nella stagione 1992-1993 lo Schalke, allenato da Udo Lattek e Helmut Schulte, concluse il campionato di Bundesliga al 10º posto. In Coppa di Germania lo Schalke fu eliminato al secondo turno dal Rot-Weiss Essen.

## Rosa
| N. |                     | Ruolo | Calciatore           |
| -- | ------------------- | ----- | -------------------- |
| 2  | Germania (bandiera) | D     | Thomas Linke         |
| 4  | Germania (bandiera) | D     | Yves Eigenrauch      |
| 6  | Germania (bandiera) | C     | Andreas Müller       |
| 12 | Germania (bandiera) | C     | Uwe Scherr           |
| 15 | Germania (bandiera) | D     | Michael Prus         |
| 19 | Germania (bandiera) | C     | Michael Büskens      |
|    | Germania (bandiera) | P     | Holger Gehrke        |
|    | Germania (bandiera) | P     | Gerald Hillringhaus  |
|    | Germania (bandiera) | P     | Jens Lehmann         |
|    | Germania (bandiera) | D     | Günter Güttler       |
|    | Germania (bandiera) | D     | Hendrik Herzog       |
|    | Germania (bandiera) | D     | Richard Mademann     |
|    | Germania (bandiera) | D     | Markus Schwiderowski |
|    | Germania (bandiera) | D     | Martin Spanring      |

| N. |                                 | Ruolo | Calciatore               |
| -- | ------------------------------- | ----- | ------------------------ |
|    | Germania (bandiera)             | C     | Ingo Anderbrügge         |
|    | Lituania (bandiera)             | C     | Tomas Daumantas          |
|    | Germania (bandiera)             | C     | Steffen Freund           |
|    | Germania (bandiera)             | C     | Andreas Gaber            |
|    | Germania (bandiera)             | C     | Antoine Hey              |
|    | Germania (bandiera)             | C     | Jürgen Luginger          |
|    | Germania (bandiera)             | C     | Mark Schierenberg        |
|    | Germania (bandiera)             | C     | Günter Schlipper         |
|    | Russia (bandiera)               | A     | Aleksandr Borodjuk       |
|    | Danimarca (bandiera)            | A     | Bent Egsmark Christensen |
|    | Germania (bandiera)             | A     | Uwe Leifeld              |
|    | Bosnia ed Erzegovina (bandiera) | A     | Radmilo Mihajlović       |
|    | Germania (bandiera)             | A     | Peter Sendscheid         |

## Organigramma societario
Area tecnica
- Allenatore: Helmut Schulte
- Allenatore in seconda: Jupp Koitka
- Preparatore dei portieri: Jupp Koitka, Harald Schumacher
- Preparatori atletici:

## Calciomercato

### Sessione estiva
| Acquisti | Acquisti            | Acquisti           | Acquisti |
| R.       | Nome                | da                 | Modalità |
| -------- | ------------------- | ------------------ | -------- |
| P        | Gerald Hillringhaus | Bayern Monaco      |          |
| C        | Michael Büskens     | Fortuna Düsseldorf |          |
| P        | Holger Gehrke       | Blau-Weiß Berlin   |          |
| C        | Antoine Hey         | Fortuna Düsseldorf |          |
| D        | Thomas Linke        | Rot-Weiß Erfurt    |          |
| C        | Uwe Scherr          | Kaiserslautern     |          |
| D        | Martin Spanring     | Fortuna Düsseldorf |          |

| Cessioni | Cessioni          | Cessioni          | Cessioni |
| R.       | Nome              | a                 | Modalità |
| -------- | ----------------- | ----------------- | -------- |
| D        | Henning Bürger    | Saarbrücken       |          |
| C        | Egon Flad         | TeBe Berlino      |          |
| C        | Michael Kroninger | Monaco 1860       |          |
| P        | Christof Osigus   | Borussia Dortmund |          |
| P        | Jürgen Welp       | SpVgg Beckum      |          |

### Sessione invernale
| Acquisti | Acquisti | Acquisti | Acquisti |
| R.       | Nome     | da       | Modalità |
| -------- | -------- | -------- | -------- |

| Cessioni | Cessioni | Cessioni | Cessioni |
| R.       | Nome     | a        | Modalità |
| -------- | -------- | -------- | -------- |

## Risultati

### Bundesliga

#### Girone di andata
| Arbitro: | Schmidhuber |

|                                  |           |                                             |
| Anderbrügge 29’ (rig.), 53’, 90’ | Marcatori | 40’, 72’ Leśniak 56’ (rig.), 58’ Tschiskale |

| Arbitro: | Steinborn |

|  |           |                               |
|  | Marcatori | 27’ Schlipper 78’ Christensen |

| Arbitro: | Amerell |

|                |           |                        |
| Mihajlović 67’ | Marcatori | 22’ Wynhoff 75’ Schulz |

| Arbitro: | Stenzel |

|             |           |                                           |
| Wynalda 26’ | Marcatori | 47’ Anderbrügge 58’ Müller 89’ Mihajlović |

| Gelsenkirchen 1º settembre 1992, ore 20:00 CEST 5ª giornata | Schalke 04 | 0 – 0 referto | Werder Brema | Parkstadion (35 000 spett.)\| Arbitro: \| Gläser \| |
| Arbitro:                                                    | Gläser     |               |              |                                                     |

| Arbitro: | Merk |

|             |           |  |
| Dubajić 88’ | Marcatori |  |

| Gelsenkirchen 19 settembre 1992, ore 15:30 CEST 7ª giornata | Schalke 04 | 0 – 0 referto | Norimberga | Parkstadion (35 500 spett.)\| Arbitro: \| Mölm \| |
| Arbitro:                                                    | Mölm       |               |            |                                                   |

| Arbitro: | Kasper |

|                                                                     |           |                        |
| Hapal 8’ Müller 20’ (aut.) Foda 59’ Scholz 63’ Kirsten 79’ Thom 90’ | Marcatori | 64’ (rig.) Anderbrügge |

| Arbitro: | Ziller |

|                            |           |                         |
| Büskens 14’ Mihajlović 67’ | Marcatori | 21’ Kir'jakov 46’ Krieg |

| Arbitro: | Theobald |

|  |           |                 |
|  | Marcatori | 33’ Christensen |

| Arbitro: | Berg |

|           |           |                            |
| Bäron 56’ | Marcatori | 47’ Freund 54’ Anderbrügge |

| Arbitro: | Best |

|             |           |           |
| Büskens 84’ | Marcatori | 38’ Kranz |

| Arbitro: | Fröhlich |

|                          |           |  |
| Hotić 23’ Marin 51’, 58’ | Marcatori |  |

| Gelsenkirchen 21 novembre 1992, ore 15:30 CET 14ª giornata | Schalke 04 | 0 – 0 referto | Eintracht Francoforte | Parkstadion (51 600 spett.)\| Arbitro: \| Harder \| |
| Arbitro:                                                   | Harder     |               |                       |                                                     |

| Arbitro: | Boos |

|                     |           |  |
| Maucksch 37’ (rig.) | Marcatori |  |

| Arbitro: | Scheuerer |

|                |           |  |
| Mihajlović 23’ | Marcatori |  |

| Arbitro: | Habermann |

|                  |           |            |
| Linke 62’ (aut.) | Marcatori | 53’ Freund |

#### Girone di ritorno
| Bochum 19 febbraio 1993, ore 19:30 CET 18ª giornata | Wattenscheid 09 | 0 – 0 referto | Schalke 04 | Ruhrstadion (28 000 spett.)\| Arbitro: \| Kasper \| |
| Arbitro:                                            | Kasper          |               |            |                                                     |

| Gelsenkirchen 27 febbraio 1993, ore 15:30 CET 19ª giornata | Schalke 04 | 0 – 0 referto | Borussia Dortmund | Parkstadion (70 200 spett.)\| Arbitro: \| Albrecht \| |
| Arbitro:                                                   | Albrecht   |               |                   |                                                       |

| Arbitro: | Gläser |

|                          |           |  |
| Fach 29’ Kastenmaier 45’ | Marcatori |  |

| Arbitro: | Heynemann |

|                                       |           |                          |
| Anderbrügge 45’ (rig.) Sendscheid 79’ | Marcatori | 43’ Savichev 83’ Krätzer |

| Arbitro: | Kiefer |

|                             |           |  |
| Herzog 11’ (aut.) Eilts 36’ | Marcatori |  |

| Arbitro: | Habermann |

|                 |           |  |
| Anderbrügge 34’ | Marcatori |  |

| Arbitro: | Best |

|             |           |                                                         |
| Dorfner 37’ | Marcatori | 24’ Anderbrügge 25’ Mihajlović 76’ Borodjuk 83’ Büskens |

| Arbitro: | Mölm |

|                    |           |           |
| Sendscheid 6’, 39’ | Marcatori | 64’ Hapal |

| Karlsruhe 17 aprile 1993, ore 15:30 CEST 26ª giornata | Karlsruhe   | 0 – 0 referto | Schalke 04 | Wildparkstadion (26 000 spett.)\| Arbitro: \| Schmidhuber \| |
| Arbitro:                                              | Schmidhuber |               |            |                                                              |

| Arbitro: | Gläser |

|  |           |                           |
|  | Marcatori | 23’, 31’ Aden 83’ Wegmann |

| Gelsenkirchen 28 aprile 1993, ore 20:00 CEST 28ª giornata | Schalke 04 | 0 – 0 referto | Amburgo | Parkstadion (25 000 spett.)\| Arbitro: \| Strigel \| |
| Arbitro:                                                  | Strigel    |               |         |                                                      |

| Arbitro: | Berg |

|                                                   |           |                           |
| Laeßig 6’, 90’ Gorlukovich 17’ Peschke 88’ (rig.) | Marcatori | 63’ Müller 72’ Sendscheid |

| Arbitro: | Malbranc |

|                                             |           |  |
| Borodjuk 46’, 51’ Sendscheid 83’ Müller 87’ | Marcatori |  |

| Arbitro: | Heynemann |

|  |           |                                           |
|  | Marcatori | 72’ Sendscheid 77’ Büskens 90’ Mihajlović |

| Arbitro: | Scheuerer |

|                         |           |  |
| Borodjuk 22’ Müller 77’ | Marcatori |  |

| Arbitro: | Boos |

|                           |           |            |
| Steinmann 43’ Greiner 80’ | Marcatori | 78’ Müller |

| Arbitro: | Fröhlich |

|                                  |           |                                     |
| Anderbrügge 5’ Borodjuk 35’, 85’ | Marcatori | 25’ Scholl 74’ Matthäus 76’ Wouters |

### Coppa di Germania
| Arbitro: | Hufgard |

|            |           |                                 |
| Schulz 10’ | Marcatori | 60’ Christensen 66’, 69’ Scherr |

| Arbitro: | Dellwing |

|                          |           |  |
| Crnogaj 26’ Lipinski 89’ | Marcatori |  |

## Statistiche

### Statistiche di squadra
| Competizione      | Punti | In casa | In casa | In casa | In casa | In casa | In casa | In trasferta | In trasferta | In trasferta | In trasferta | In trasferta | In trasferta | Totale | Totale | Totale | Totale | Totale | Totale | DR |
| Competizione      | Punti | G       | V       | N       | P       | Gf      | Gs      | G            | V            | N            | P            | Gf           | Gs           | G      | V      | N      | P      | Gf     | Gs     | DR |
| ----------------- | ----- | ------- | ------- | ------- | ------- | ------- | ------- | ------------ | ------------ | ------------ | ------------ | ------------ | ------------ | ------ | ------ | ------ | ------ | ------ | ------ | -- |
| Bundesliga        | 34    | 17      | 5       | 9       | 3       | 22      | 18      | 17           | 6            | 3            | 8            | 20           | 25           | 34     | 11     | 12     | 11     | 42     | 43     | -1 |
| Coppa di Germania | -     | 0       | 0       | 0       | 0       | 0       | 0       | 2            | 1            | 0            | 1            | 3            | 3            | 2      | 1      | 0      | 1      | 3      | 3      | 0  |
| Totale            | 34    | 17      | 5       | 9       | 3       | 22      | 18      | 19           | 7            | 3            | 9            | 23           | 28           | 36     | 12     | 12     | 12     | 45     | 46     | -1 |

### Andamento in campionato
| Giornata  | 1  | 2 | 3  | 4 | 5 | 6  | 7  | 8  | 9  | 10 | 11 | 12 | 13 | 14 | 15 | 16 | 17 | 18 | 19 | 20 | 21 | 22 | 23 | 24 | 25 | 26 | 27 | 28 | 29 | 30 | 31 | 32 | 33 | 34 |
| --------- | -- | - | -- | - | - | -- | -- | -- | -- | -- | -- | -- | -- | -- | -- | -- | -- | -- | -- | -- | -- | -- | -- | -- | -- | -- | -- | -- | -- | -- | -- | -- | -- | -- |
| Luogo     | C  | T | C  | T | C | T  | C  | T  | C  | T  | T  | C  | T  | C  | T  | C  | T  | T  | C  | T  | C  | T  | C  | T  | C  | T  | C  | C  | T  | C  | T  | C  | T  | C  |
| Risultato | P  | V | P  | V | N | P  | N  | P  | N  | V  | V  | N  | P  | N  | P  | V  | N  | N  | N  | P  | N  | P  | V  | V  | V  | N  | P  | N  | P  | V  | V  | V  | P  | N  |
| Posizione | 15 | 6 | 14 | 7 | 7 | 10 | 13 | 14 | 14 | 9  | 8  | 9  | 12 | 12 | 13 | 11 | 11 | 9  | 10 | 11 | 13 | 13 | 13 | 10 | 8  | 8  | 10 | 10 | 10 | 10 | 10 | 10 | 10 | 10 |

Legenda:

Luogo: C = Casa; T = Trasferta. Risultato: V = Vittoria; N = Pareggio; P = Sconfitta.

### Statistiche dei giocatori
| Giocatore        | Bundesliga | Bundesliga | Bundesliga  | Bundesliga | Coppa di Germania | Coppa di Germania | Coppa di Germania | Coppa di Germania | Totale   | Totale | Totale      | Totale     |
| Giocatore        | Presenze   | Reti       | Ammonizioni | Espulsioni | Presenze          | Reti              | Ammonizioni       | Espulsioni        | Presenze | Reti   | Ammonizioni | Espulsioni |
| ---------------- | ---------- | ---------- | ----------- | ---------- | ----------------- | ----------------- | ----------------- | ----------------- | -------- | ------ | ----------- | ---------- |
| I. Anderbrügge   | 32         | 10         | 4           | 0          | 2                 | 0                 | 0                 | 0                 | 34       | 10     | 4           | 0          |
| A. Borodjuk      | 24         | 6          | 3           | 0          | 1                 | 0                 | 0                 | 0                 | 25       | 6      | 3           | 0          |
| M. Büskens       | 34         | 4          | 7           | 0          | 2                 | 0                 | 2                 | 0                 | 36       | 4      | 9           | 0          |
| B. Christensen   | 23         | 2          | 4           | 0          | 2                 | 1                 | 0                 | 0                 | 25       | 3      | 4           | 0          |
| T. Daumantas     | 0          | 0          | 0           | 0          | 0                 | 0                 | 0                 | 0                 | 0        | 0      | 0           | 0          |
| Y. Eigenrauch    | 28         | 0          | 4           | 0          | 2                 | 0                 | 1                 | 0                 | 30       | 0      | 5           | 0          |
| S. Freund        | 20         | 2          | 6           | 0          | 2                 | 0                 | 0                 | 0                 | 22       | 2      | 6           | 0          |
| A. Gaber         | 0          | 0          | 0           | 0          | 0                 | 0                 | 0                 | 0                 | 0        | 0      | 0           | 0          |
| H. Gehrke        | 26         | 0          | 3           | 0          | 0                 | 0                 | 0                 | 0                 | 26       | 0      | 3           | 0          |
| G. Güttler       | 30         | 0          | 8           | 0          | 2                 | 0                 | 1                 | 0                 | 32       | 0      | 9           | 0          |
| H. Herzog        | 5          | 0          | 1           | 0          | 0                 | 0                 | 0                 | 0                 | 5        | 0      | 1           | 0          |
| A. Hey           | 17         | 0          | 0           | 0          | 0                 | 0                 | 0                 | 0                 | 17       | 0      | 0           | 0          |
| G. Hillringhaus  | 0          | 0          | 0           | 0          | 0                 | 0                 | 0                 | 0                 | 0        | 0      | 0           | 0          |
| J. Lehmann       | 8          | 0          | 1           | 0          | 2                 | 0                 | 0                 | 0                 | 10       | 0      | 1           | 0          |
| U. Leifeld       | 10         | 0          | 0           | 0          | 0                 | 0                 | 0                 | 0                 | 10       | 0      | 0           | 0          |
| T. Linke         | 25         | 0          | 7           | 0          | 1                 | 0                 | 0                 | 0                 | 26       | 0      | 7           | 0          |
| J. Luginger      | 18         | 0          | 3           | 0          | 1                 | 0                 | 0                 | 0                 | 19       | 0      | 3           | 0          |
| R. Mademann      | 2          | 0          | 1           | 0          | 0                 | 0                 | 0                 | 0                 | 2        | 0      | 1           | 0          |
| R. Mihajlović    | 30         | 6          | 6           | 0          | 2                 | 0                 | 0                 | 0                 | 32       | 6      | 6           | 0          |
| A. Müller        | 22         | 5          | 7           | 0          | 1                 | 0                 | 0                 | 0                 | 23       | 5      | 7           | 0          |
| M. Prus          | 16         | 0          | 2           | 0          | 0                 | 0                 | 0                 | 0                 | 16       | 0      | 2           | 0          |
| U. Scherr        | 18         | 0          | 3           | 0          | 2                 | 2                 | 1                 | 0                 | 20       | 2      | 4           | 0          |
| M. Schierenberg  | 0          | 0          | 0           | 0          | 0                 | 0                 | 0                 | 0                 | 0        | 0      | 0           | 0          |
| G. Schlipper     | 6          | 1          | 0           | 2          | 2                 | 0                 | 1                 | 0                 | 8        | 1      | 1           | 2          |
| M. Schwiderowski | 0          | 0          | 0           | 0          | 0                 | 0                 | 0                 | 0                 | 0        | 0      | 0           | 0          |
| P. Sendscheid    | 23         | 6          | 0           | 0          | 1                 | 0                 | 0                 | 0                 | 24       | 6      | 0           | 0          |
| M. Spanring      | 8          | 0          | 0           | 0          | 0                 | 0                 | 0                 | 0                 | 8        | 0      | 0           | 0          |